# Santa Clara de Avedillo
Santa Clara de Avedillo est une municipalité espagnole de la communauté autonome de Castille-et-León et de la province de Zamora. En 2021, elle compte 158 habitants.